# خوارزمية كلنشو
في التحليل العددي، خوارزمية كلنشو (بالإنجليزية: Clenshaw algorithm)‏ هي طريقة ذاتية الاستدعاء لتقييم توافقات خطية من كثيرات حدود شيبيشيف. يمكن تطبيقها عموماً على أي نوع من كثيرات الحدود التي يمكن تعريفها بعلاقة تكرارية ثلاثية الحدود.

## الخوارزمية
بفرض أن {\displaystyle \phi _{k},\;k=0,1,\ldots } دوال متعاقبة تحقق العلاقة التكرارية
{\displaystyle \phi _{k+1}(x)+\alpha _{k}(x)\,\phi _{k}(x)+\beta _{k}(x)\,\phi _{k-1}(x)=0,}
حيث إن المعاملات {\displaystyle \alpha _{k}} و{\displaystyle \beta _{k}} هي معلومة مسبقاً. لأي تعاقب محدود {\displaystyle c_{0},\ldots ,c_{n}}، تعرف الدوال {\displaystyle b_{k}} بواسطة صيغة التكرار العكسي:
{\displaystyle {\begin{aligned}b_{n+1}(x)&=b_{n+2}(x)=0,\\[.5em]b_{k}(x)&=c_{k}-\alpha _{k}(x)\,b_{k+1}(x)-\beta _{k+1}\,b_{k+2}(x).\end{aligned}}}
التوافق الخطي {\displaystyle \phi _{k}} يحقق العلاقة:
{\displaystyle \sum _{k=0}^{n}c_{k}\phi _{k}(x)=b_{0}(x)\phi _{0}(x)+b_{1}(x)\left[\phi _{1}(x)+\alpha _{0}(x)\phi _{0}(x)\right].}
طالع فوكس وباركر لمعلومات أوفر عنها وعن تحليل الاستقرارية.

### حالة خاصة لمتسلسلة شيبيشيف
لتكن متسلسلة شيبيشيف المختصرة
{\displaystyle p_{n}(x)={\frac {a_{0}}{2}}+a_{1}T_{1}(x)+a_{2}T_{2}(x)+\cdots +a_{n}T_{n}(x).}
تكون المعاملات في الصيغة التكرارية من كثيرات حدود شيبيشيف
{\displaystyle \alpha _{k}(x)=-2x,\quad \beta _{k}=1.}
بالتالي، بالاستعانة بالمطابقات
{\displaystyle {\begin{aligned}T_{0}(x)&=1,\quad T_{1}(x)=xT_{0}(x),\\[.5em]b_{0}(x)&=a_{0}+2xb_{1}(x)-b_{2}(x),\end{aligned}}}
يمكن اختصار خوارزم كلنشو إلى:
{\displaystyle p_{n}(x)={\frac {1}{2}}\left[b_{0}(x)-b_{2}(x)\right].}